# زیگ زیگلار
هیلاری هینتون زیگ زیگلار( زاده ۶ نوامبر ۱۹۲۶ –درگذشته ۲۸ نوامبر ۲۰۱۲)
نویسندهٔ آمریکایی و فروشنده حرفه‌ای بود.

## کتابها
Ziglar, Zig (1975). See You at the Top. Gretna: Pelican Pub. Co. ISBN 0-88289-126-X. Pelican publisher Milburn E. Calhoun reported his greatest success with See You at the Top, which had been initially rejected by some 30 publishers.[5]
Ziglar, Zig (1978). Confessions Of A Happy Christian. Gretna: Pelican Pub. Co. ISBN 0-88289-196-0. (این کتاب ترجمه فارسی شده که در کتابخانه ملی با شماره شابک 978-964-7463-42-3‬‬ ثبت شده است. )
1- از سیر تا پیاز بازاریابی شبکه ای (ترجمه : مصطفی عابدینی فرد - زینب فرجی / انتشارات ذهن آویز)

## پیوندهای بیرون
- Interview with Ziglar on Zig: The Autobiography of Zig Ziglar, Booknotes, 6 October 2002
- Interview with Zig's son Tom about his father بایگانی‌شده  در ۱ مارس ۲۰۱۴ توسط Wayback Machine
- Interview with Ziglar's daughter Julie Ziglar Norman about her father
- Famous Zig Ziglar Quotes videos در یوتیوب

1. ↑  از سیر تا پیاز بازاریابی شبکه ای.